# たとえば、愛
『たとえば、愛』（たとえばあい）は、TBS系列の「木曜座」で1979年1月11日から4月5日まで全13回が放送されたテレビドラマ。DVD未発売。

## 概要
再婚することになった人気女性DJが、現在の夫と過去の夫との間で心が揺れ動く。三田村邦彦、石田えりのテレビデビュー作である。

## 内容
1年前に離婚をしていた人気深夜番組DJの九条冬子は、自身の番組を担当する広告代理店の課長・高井五郎との再婚を控えていた。だが披露宴当日、前夫の工藤六助が披露宴に出席すると知って驚くが、六助を呼んだのが五郎だと知り、さらに驚くのだった。
複雑な心境の中、披露宴は何事もなく終わったが、その数日後、冬子は番組で匿名の手紙を実名で読んでしまうという失態を犯してしまい…。

## 登場人物
- 九条冬子：大原麗子
- 高井五郎：津川雅彦
- 工藤六助：原田芳雄
- 三国乙彦：三田村邦彦
- 九条いりか：石田えり
- 工藤章子：萩尾みどり
- 石山信介：荒木一郎
- 有沢部長：戸浦六宏
- 小山制作局長：永井智雄
- 木下清吉：小鹿番
- 亜子：大森暁美
- 咲本一平：北浦昭義
- 山口リスコ：桃井かおり
- 南雲庄一：下條正巳
- 名倉：矢崎滋
- 中根光彦：大江徹
- 沢田正一郎：垂水悟郎
- 秋山：金野和弘
- 吉野哲夫：橋爪功
- 秋元公三：依田英助
- 中原弓子：大崎裕子
- ボンのウエイトレス：中野まり子
- 今井：福崎和宏

### ゲスト
第1回
- 九条正子：市川千恵子
- 九条大吉：ハナ肇
- 有沢夫人：北川博子
- 麻雀屋主人：石黒正男
- 声：鈴木義弘
- 牧師：久松保夫

第2回
- 森村大蔵：大滝秀治
- 医者：戸沢佑介
- 森泉：金内吉男
- 声：磯部稲子、半田晶子、島村卓志、上地宝

第3回
- 森泉：金内吉男
- 芸能評論家：奥野匡
- 今野：石山かつみ
- 川口：蔵忠芳
- 婦長：香川久美子
- 司会者：中村孝雄、芝村洋子
- 竹下江里子、中島千里、樋口のり子、宮寺康夫、小西美千代、伊藤建、上地宝、山田京子、竹内靖

第4回
- 田辺局長：河村弘二
- ゆう：水野久美
- ピアノ演奏：大村雅朗
- 歌手：豊島たづみ
- 婦長：香川久美子
- 屋台の主人：三川雄三
- 伍代参平、上地宝、星一、高橋麗美、風間文野

第5回
- 安藤道夫：井上孝雄
- 南雲夫人：堀越節子
- アナウンサー：林美雄、伊藤みちえ
- 看護婦：島田零子
- ピアノバー歌手：TINNA

第6回
- ゆう：水野久美
- 編集長：冨田浩太郎
- 南雲夫人：堀越節子
- 屋台の主人：前沢迪雄
- 編集部員：笠井心
- アナウンサー：今村稔
- ホステス：木瓜みらい

第7回
- 安藤道夫：井上孝雄
- 麻雀屋主人：石黒正男
- 巡査矢部：名川貞郎
- 亜子店員：渡辺陽子、佐藤薫
- 日塚真弓（声）：吉田未来

第8回
- ゆう：水野久美
- 小野義彦：松村彦次郎
- バーテン：滝雅也
- CM：山根久幸、須永慶
- レストランのボーイ：伊藤哲也
- 亜子店員：渡辺陽子、佐藤薫
- ダンサー：フォーリーズ
- 新人歌手：山田なをみ

第9回
- 近所の女：坂本眸
- 及川順子、竹内靖、山口純平、小林晴美、柴田寿美子

第10回
- 山路和弘、植田敏生、仲恭司、大峰順二、畠山善之

第11回
- 安藤道夫：井上孝雄
- 工藤とめ：北林谷栄
- 麻雀屋主人：石黒正男
- 池田：小倉馨
- 佐々：山口久雄
- 守衛：神田正夫
- 男：酒井郷博、篠田薫

第12回
- 工藤とめ：北林谷栄
- 小野義彦：松村彦次郎
- 吉田：林昭夫
- 大谷：平田守
- サントスの主人：藤田貢
- ピアニスト：枝久美子
- 山野史人、立小路準、沢柳迪子

第13回
- 檜山：犬塚弘
- 屋台の主人：柳谷寛
- 森村登生子：鈴木美江
- マネージャー沢根：森篤夫
- 男：久保田万作、常槻宣登

## 主題歌
- 「とまどいトワイライト」作詞：阿木燿子／作曲：宇崎竜童／歌：豊島たづみ

## スタッフ
- 脚本：倉本聰
- 音楽：宇崎竜童
- 編曲：大村雅朗
- 演出：井下靖央、服部晴治
- 制作・プロデューサー：宮武昭夫、井下靖央
- 技術：倉谷祐次
- 映像：高田裕
- カラー調整：丸山芳勝
- 照明：大塚基夫
- 音声：石川豊
- 音響効果：直井清明
- VTR：佐藤正弘、武田健児
- デザイン：山田栄
- 美術製作：八旗真人、島田孝之
- タイトル：篠原栄太
- 衣装：京都衣裳
- 化粧：アートメイク・トキ
- 装飾：テレフィット
- 大道具：大和創美
- 持道具：京阪商会
- 衣装デザイン：鳥居ユキ
- 衣装協力：メンズウェアー、新宿サトー
- 制作マネージャー：保坂奉正
- 制作協力：東通

## 放映リスト
| 回数             | 放送日         | 演出     |
| ---------------- | -------------- | -------- |
| 第1回            | 1979年 1月11日 | 井上靖央 |
| 第2回            | 1月18日        | 井上靖央 |
| 第3回            | 1月25日        | 服部晴治 |
| 第4回            | 2月1日         | 服部晴治 |
| 第5回            | 2月8日         | 井上靖央 |
| 第6回            | 2月15日        | 井上靖央 |
| 第7回            | 2月22日        | 服部晴治 |
| 第8回            | 3月1日         | 服部晴治 |
| 第9回            | 3月8日         | 井上靖央 |
| 第10回           | 3月15日        | 井上靖央 |
| 第11回           | 3月22日        | 服部晴治 |
| 第12回           | 3月29日        | 服部晴治 |
| 第13回（最終回） | 4月5日         | 井上靖央 |

## トリビア
- 「中島みゆきのオールナイトニッポン」第1回放送（1979年4月2日）は、中島みゆきが九条冬子に扮しつつ、三橋美智也の『達者でナ』冒頭の歌詞を朗読するという衝撃的なオープニングであった。